# 细序柳
细序柳（学名：Salix guebrianthiana）是杨柳科柳属的植物，是中国的特有植物。分布于中国内地的云南、四川等地，生长于海拔2,800米至3,300米的地区，一般生长在山坡及山谷中，目前尚未由人工引种栽培。